# Hyperolius drewesi
Hyperolius drewesi (лат.) — вид бесхвостых земноводных из рода тростнянок, эндемик острова Принсипи в Сан-Томе и Принсипи в Атлантическом океане.

## Описание

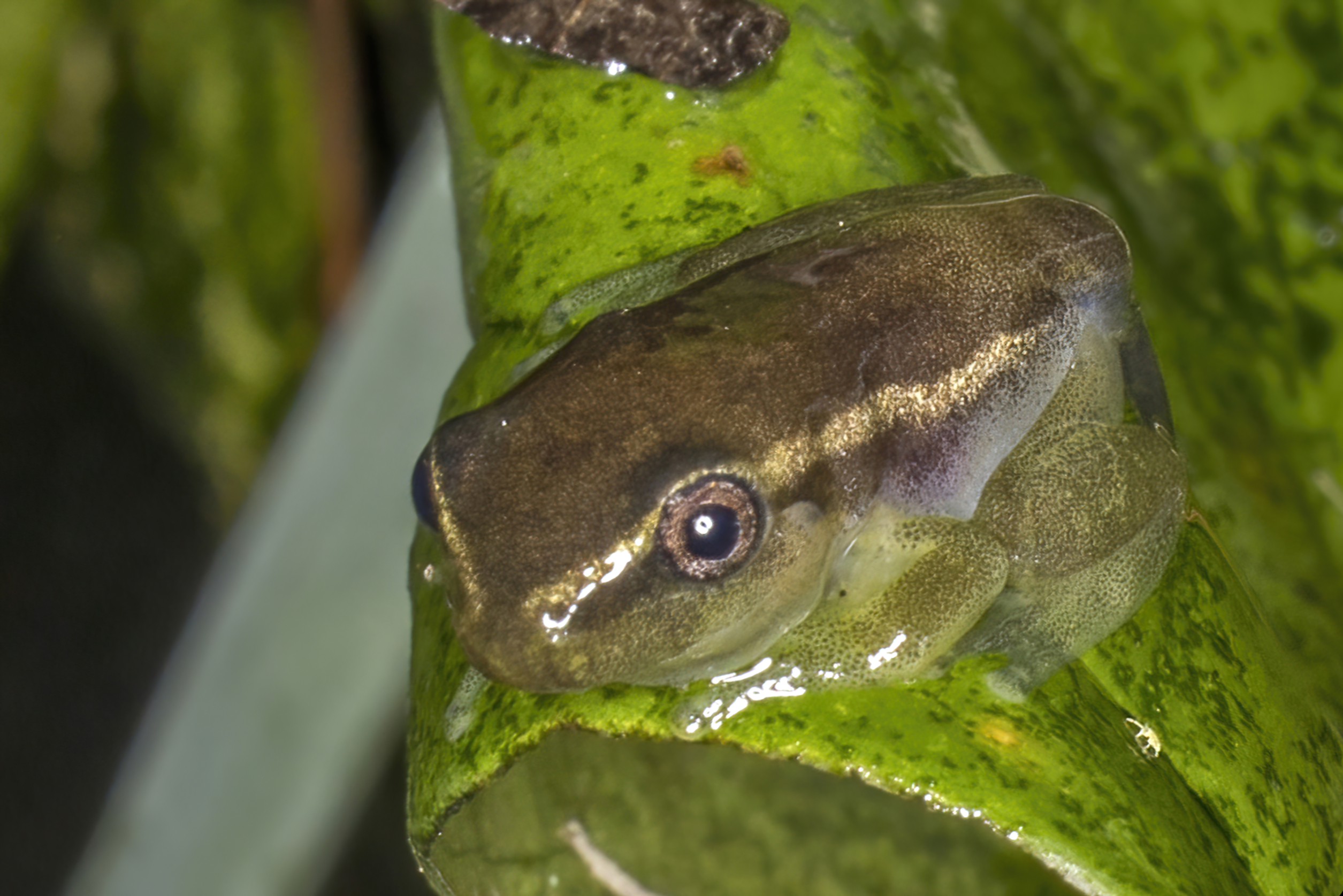
Переходный возраст

Hyperolius drewesi — тонкотелая тростнянка, обитающая на острове Принсипи в Гвинейском заливе. Описано 17 самцов и одна самка, длина тела от окончания морды до анального отверстия у самцов составляет 24,8-30,9 мм, а у самок — 32,7 мм. Голова шире, чем длинна. Короткое рыло тупо заострено при взгляде сверху и округлое в профиль. У них есть боковые ноздри, которые видны со спины и ближе к кончику морды, чем к глазу. Отчетливый угловой угол слегка сужен за ноздрями. Лореальная область вогнутая и косая. Межглазничное расстояние больше ширины верхнего века. Диаметр глаза меньше длины рыла. Шишковидное тело не видно. Нечеткая круглая барабанная перепонка составляет половину диаметра глаза, в то время как приподнятое барабанное кольцо видно на переднем и вентральном краях. На передней конечности отсутствует локтевой бугорок, а на кисти нет пястных, ладонных или тенарных бугорков. Все пальцы имеют расширенные кончики с околокраевыми бороздками. Диск на пальце III имеет ширину примерно в 1,6 раза больше ширины фаланги. Относительная длина пальцев I < II < IV < III. На I—IV пальцах имеются круглые подсуставные бугорки, а на IV пальце — дополнительный дистальный двустворчатый бугорок. Формула перепонки пальцев: I 2 — 2 II 2 — 3 II 2 — 1 IV. Брачных подушечек не наблюдалось. Подошвенная поверхность имеет гладкую поверхность с отчетливым овальным внутренним плюсневым бугорком и плохо выраженным наружным плюсневым бугорком. Все пять пальцев имеют расширенные кончики, а палец IV имеет ширину диска, которая примерно в 1,5 раза больше ширины фаланги. Пальцы имеют относительную длину I < II < III < V < IV и хорошо развитые круглые подсуставные бугорки. Формула перепонки пальца ноги: I 1 — 1 II ½ — 1 III 0 — 1 IV 1 — 0 V. Кожа на спине мелкозернистая с мелкими дорсальными неровностями, а кожа на конечностях гладкая. Дорсолатеральной складки нет. Кожа на вентральной поверхности изначально гладкая в передней области и становится все более зернистой по направлению к задней области. Голосовой мешок расположен медиально. Имеется небольшая округлая горловая железа, занимающая менее половины площади горла. Hyperolius drewesi можно отличить от других тростниковых лягушек региона по местоположению, окраске и морфологии. В частности, H. drewesi — единственная тростнянка, обитающая на острове Принсипи. Он монохроматичен по половому признаку (оба пола зелёные) и отличается по цвету от H. cinnamomeoventris и H. olivaceus, которые являются двуцветными по половому признаку (самки зелёные, а самцы желтовато-коричневые с ярко-желтыми дорсолатеральными линиями), и от H. veithi, который является сексуально одноцветным (оба пола рыжевато-коричневые с ярко-желтыми дорсолатеральными линиями). Hyperolius drewesi отличается от H. thomensis размерами тела самцов (у H. drewesi длина рыла-отверстия 25-31 мм, у H. thomensis длина рыла-отверстия 36-41 мм), в дистальной части терминального фаланги (H. drewesi имеет форму диска, H. thomensis имеет овальную форму с более широкой частью в горизонтальной плоскости) и по вентральной окраске (H. drewesi от белого до полупрозрачного, а H. thomensis имеет мраморную черно-оранжевую окраску). Hyperolius drewesi отличается от H. molleri тем, что у первого отсутствует чёрный контур по краям зелено-желтой полосы окраски, идущей вниз по дорсальной стороне бедра (всегда присутствует у H. molleri), а также отсутствием красно-оранжевой окраски. на дорсальной и вентральной сторонах бедра. В жизни радужка H. drewesi золотая. Спинка, дорсальная поверхность передних и задних конечностей, а также боковая сторона головы зеленые. Спинные бороздки более светлые. Дорсальная поверхность бедра полупрозрачная с тонкой зеленой средней полосой, идущей от спинки к нижней конечности. Тыльная поверхность пальцев рук и ног зелёная. Брюшные поверхности полупрозрачные, а грудь белая. После фиксации спина становится светло-серой с более светлыми асперитами, а бока головы и спинная поверхность передних и задних конечностей становятся кремовыми с мелкими чёрными крапинками. Вентральные поверхности кремовые.

### Половой диморфизм
Hyperolius drewesi демонстрирует половой диморфизм: единственная самка из описания вида крупнее самцов, а самцы имеют круглую горловую железу, которая занимает менее половины горловой области, голосовой мешок и дорсальные неровности. Также существуют вариации развития с ювенильной окраской («ювенильная фаза»), напоминающей ювенильную окраску Hyperolius cinnamomeoventris.

## Биология
Hyperolius drewesi известен из двадцати местонахождений на острове Принсипи, охватывающих большую часть высотных и экологических вариаций по всему острову, включая нарушенные места обитания, на высоте от 0 до 650 м над уровнем моря. Hyperolius drewesi обычно обнаруживается во время визуальных обследований ночью примерно на высоте 1-2 м над землей на листьях и тонких ветвях, нависающих над ручьями или небольшими лужами со стоячей водой. Hyperolius drewesi размножаются возле медленных ручьев и временных водоемов в девственных лесах и в маргинальных местообитаниях с высоким уровнем вмешательства человека. Как и у многих тростнянок, самки откладывают яйца на поверхность листьев, нависающих над водой. Яйца, наблюдаемые в типовом местонахождении, были белыми со слабой пигментацией на анимальном полюсе и имели диаметр ~2 мм.

## Этимология
Эпитет вида «drewesi» является признанием Роберта К. Древеса и его обширного вклада в герпетологические исследования в Африке и, в частности, его вклада в документирование биоразнообразия в Сан-Томе и Принсипи.

## Таксономия
Мультилокусные молекулярные данные показывают, что H. drewesi относится к роду тростнянок и является частью видового комплекса H. cinnamomeoventris, который на момент описания вида включал шесть описанных видов: H. cinnamomeoventris, H. olivaceus и H. veithi, из континентальной Африки, H. molleri и H. thomensis, эндемичные для острова Сан-Томе, и H. drewesi, эндемичный для острова Принсипи в архипелаге Гвинейского залива.